# Sunčani breg
ne doit pas être confondu avec le quartier de Pristina Bregu i Diellit (en albanais Sunčani breg )
Sunčani breg (en serbe cyrillique : Сунчани брег) est un quartier de Belgrade, la capitale de la Serbie. Il est situé dans la municipalité urbaine de Rakovica.
En serbe, le nom du quartier signifie « la colline ensoleillée ».
Sunčani breg constitue un sous-quartier nord de Resnik. Il est situé à proximité des quartiers de Straževica et de Jelezovac, le long du Kružni put.